# Putzar
Putzar ist ein Ortsteil der Gemeinde Boldekow südlich von Anklam und liegt an der Grenze zwischen Vorpommern und Mecklenburg. Bis Jahresende 2011 war Putzar eine eigenständige Gemeinde mit den Ortsteilen Putzar, Glien und Glien Siedlung.

## Geografie und Verkehr
Putzar liegt östlich der Bundesstraße 197. Anklam befindet sich etwa 21 km nördlich und Friedland etwa 16 km südwestlich des Ortes. Die Bundesautobahn 20 ist über die Anschlussstelle Neubrandenburg-Nord (etwa 29 km) zu erreichen. Den Süden des Ortes durchfließt der Große Landgraben. Etwas nördlich des Landgrabens liegt der Putzarer See.

## Geschichte

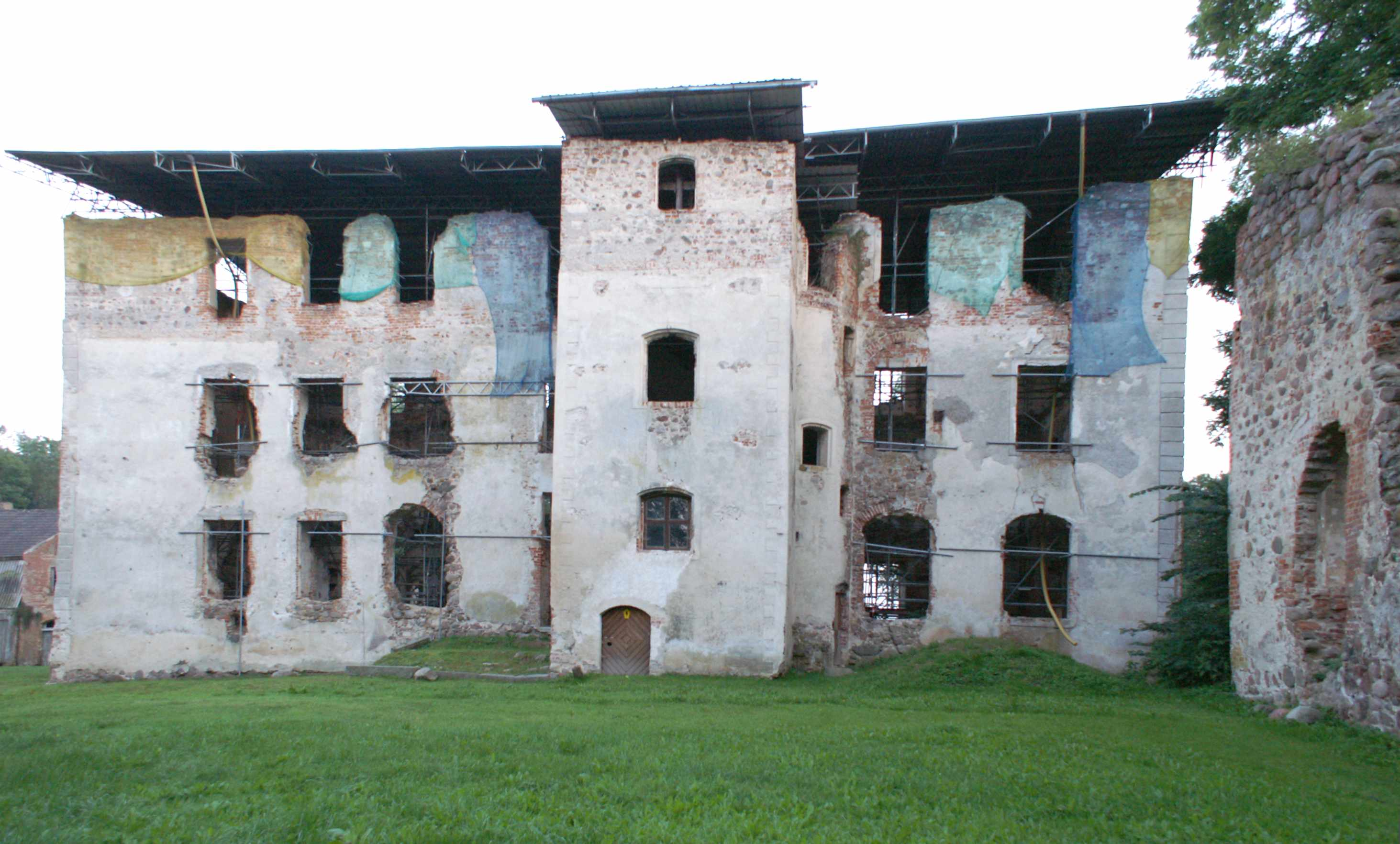
Ruine der Veste Putzar – Joachimsbau außen

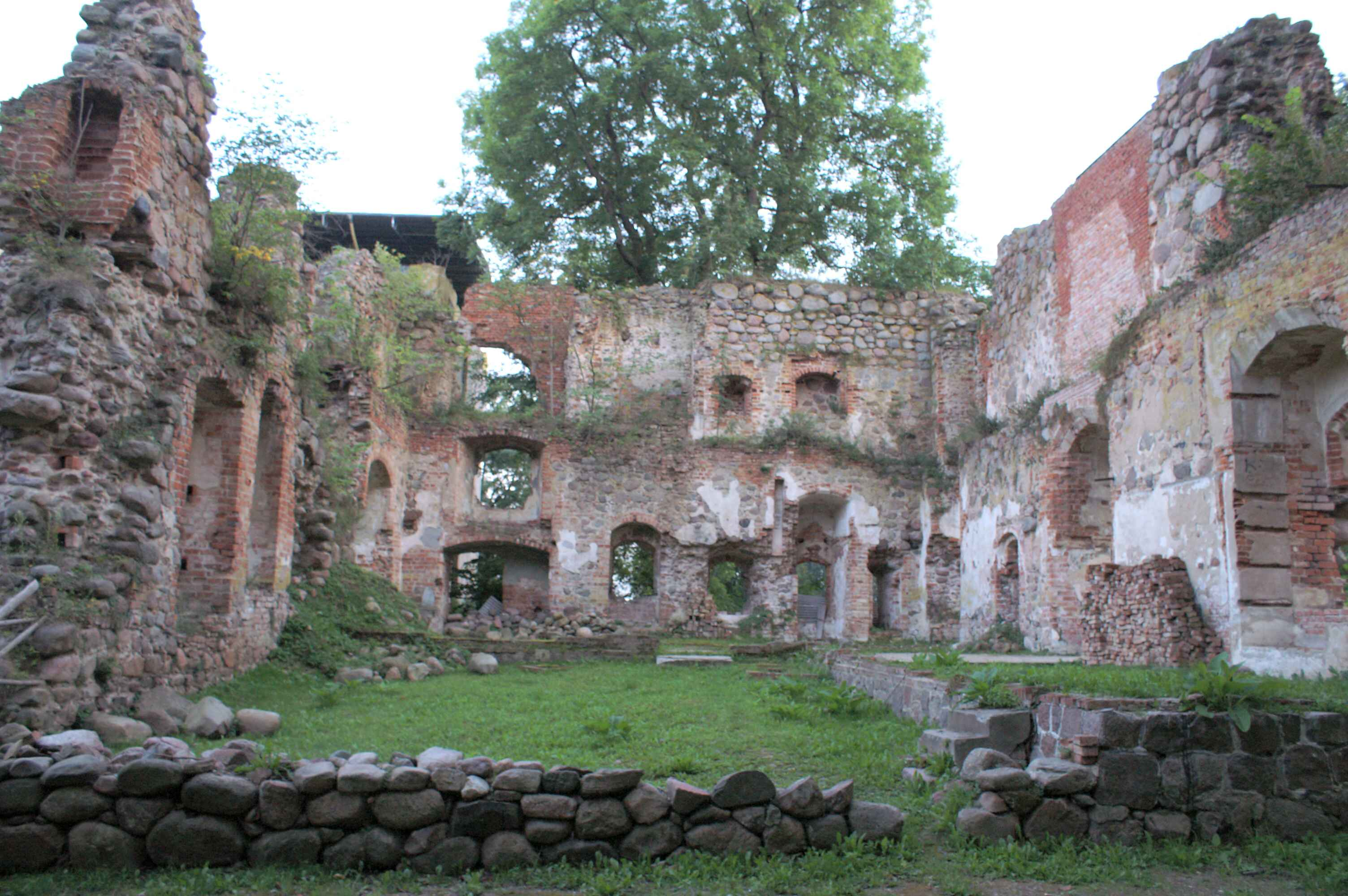
Ruine der Veste Putzar – Ulrichsbau innen

Durch seine Lage am Landgraben war Putzar seit dem 13. Jahrhundert Grenzort zur Herrschaft Stargard, die um die Wende zum 14. Jahrhundert an Mecklenburg kam. Putzar wurde erstmals 1306 als Potzare urkundlich genannt. Die Bedeutung des Namens wird mit „Dorf der fürstlichen Hundewächter“ angegeben. Ursprung der Ansiedlung war eine frühdeutsche Turmhügelburg, die heute „Rosenberg“ genannt wird.
In der Urkunde von 1306 stimmte der mecklenburgische Herzog Heinrich II. in einem Vergleich mit dem pommerschen Herzog Otto I. dem Weiterbau einer Befestigung zu, die statt einer Burg als Festes Haus zu ebener Erde ohne Graben errichtet werden sollte.  Nach einer Urkunde von 1365, in der der Ort Pussare genannt wurde, besaß die Familie von Lüskow Anteile an dem Dorf. 1418 kam Putzar als Lehen an Hans von Schwerin. Der Lehnbrief über Putzar wurde 1533 ausgestellt. Der Großhofmeister Ulrich von Schwerin († um 1575) ließ, wahrscheinlich auf den Grundmauern eines Vorgängerbaus, ein schlossartiges Herrenhaus im Stil der Renaissance errichten, den sogenannten Ulrichsbau. Auf ihn geht auch der um 1560 erfolgte Bau der Kirche zurück. Sein Sohn Joachim, der Putzar zusammen mit seinem Bruder Ludolf erbte, ließ zwischen 1575 und 1580, dazu rechtwinklig angeordnet, ein weiteres Renaissancegebäude, den Joachimsbau, errichten.
Putzar war bis ins 20. Jahrhundert ein Gutsdorf. Auf der Matrikelkarte der Schwedischen Landesaufnahme von Vorpommern sind die beiden Herrenhäuser am südwestlichen Rand des Ortes dargestellt, unmittelbar östlich schließt sich der Wirtschaftshof an. In nordöstlicher Richtung folgt die Kirche. An der in östlicher Richtung verlaufenden Dorfstraße befanden sich beidseitig die Gehöfte der Gutsbauern der Gutsarbeiter und Tagelöhner mit kleinen Stallungen dahinter.
1705 ließ Generalleutnant Detlow von Schwerin-Putzar die Kirche im Stil der Renaissance umgestalten. 1812 ließ Landrat  Heinrich von Schwerin ein zu Ehren seiner Gattin „Charlottenhorst“ genanntes Vorwerk einrichten. Unter Maximilian von Schwerin-Putzar wurde 1840 der Park angelegt. 1862 hatte Putzar einschließlich eines Herrenhauses – der Ulrichsbau war seit dem 18. Jahrhundert eine Ruine – 20 Wohnhäuser, 30 Wirtschafts- und 3 Technikgebäude, von letzteren eine Mühle. Der Ort hatte mit Gut 243 Einwohner. Ab 1874 wurden an der Dorfstraße neue Häuser für die Tagelöhner gebaut.
Abseits, nördlich in Richtung Glien, war die vom Gutsbezirk gebaute und finanzierte Dorfschule etabliert. 1,8 km westlich des Gutes gab es ein so genanntes „Mühlengut“, eine zum Gut gehörende Windmühle, die von einem Mühlenpächter betrieben wurde.(Quelle: Meßtischblatt 1880 u. 1920) 1912 wurde Putzar an die Mecklenburg-Pommersche Schmalspurbahn (MPSB) angeschlossen. Auf dem Gut wurde eine eigene Feldbahn mit zehn Kilometer festem und vier Kilometer beweglichem Gleis betrieben.
Die Familie von Schwerin blieb weiter im Besitz des 1100 Hektar großen Gutes. Heinrich Graf Schwerin (1836–1888), verheiratet mit Charlotte Mühler, war u. a. Gutsherr und königlich preußischer Rittmeister. Des Weiteren übte er das Amt eines Generallandschaftsdirektors aus und stand somit der Ritterschaftsbank vor. Von ihm erbte sein Sohn Dr. jur. Christoph Graf Schwerin (1868–1923). Ab 1923 wohnte niemand mehr dauerhaft aus der Familie auf Putzar, das Gut wurde von einem Verwalter bewirtschaftet. 1939 betrug nach dem letzten amtlich publizierten Güter-Adressbuch Pommern der konkrete Umfang 1133 Hektar, betreut durch Oberinspektor M. Hoff. Im Mittelpunkt des Gutsbetriebes stand eine intensive Schafsviehwirtschaft mit 1027 Tieren, eine große Schweinezucht mit 517 Tieren. Zum Rittergut Putzar und Anteile in Glien gehörte ein 50 Hektar Waldbesitz. Letzter Eigentümer war nach dem Genealogischen Handbuch des Adels seit 1923 der Neffe Joachim Graf von Schwerin (1910–1952). Er wohnte als Leutnant d. R. um 1942 in Putzar und nach der Enteignung 1945 in Württemberg und gründete dort eine Familie.
Am 1. Juli 1950 wurde die bis dahin eigenständige Gemeinde Glien nach Putzar eingemeindet.
Nach dem Zweiten Weltkrieg wurden im Joachimsbau zunächst Flüchtlinge und Vertriebene untergebracht. Das später vernachlässigte, zeitweise als Lager genutzte Gebäude wurde nach dem Einsturz des Dachstuhls 1971 zur Ruine. Der zu DDR-Zeiten vernachlässigte Park wurde 1990 aufgeräumt und seitdem wieder gepflegt.
Am 1. Januar 2012 wurde Putzar in die Gemeinde Boldekow eingegliedert.

## Sehenswürdigkeiten
- Schloss Putzar – Ruinen und Landschaftspark
- Kirche Putzar, 1560 erbaut, mit reicher Innenausstattung
- Turmhügel „Rosenberg“ im Schlosspark Putzar
- Landarbeiterkate Putzar, Fachwerkbau von 1556

## Persönlichkeiten
- Dettlof von Schwerin (1650–1707), Besitzer von Putzar, General
- Maximilian von Schwerin-Putzar (1804–1872), Besitzer des Ritterguts Putzar, preußischer Minister und liberaler Politiker[12]
- Heinrich Harder (1858–1935), geboren in Putzar, deutscher Maler von Landschaften und urzeitlichen Tieren
- Heinz Rafoth (* 1923), geboren in Putzar, deutscher Offizier der Bundeswehr
- Wolfgang Kolbe (1929–2000), geboren in Putzar, deutscher Entomologe und langjähriger Leiter des Fuhlrott-Museums in Wuppertal